# RS-165
La RS-165 est une route locale du Nord-Ouest de l'État du Rio Grande do Sul reliant la municipalité de São Luiz Gonzaga à celle de Cândido Godói. Elle dessert São Luiz Gonzaga, Rolador, Cerro Largo, Campina das Missões et Cândido Godói et est longue de 73,650 km. Elle débute à l'embranchement avec la BR-285 et la RS-168 et s'achève à la jonction avec la RS-307.